# Kraftwerk
Kraftwerk (Кра́фтверк, нім. електростанція) — німецький електронний гурт, заснований у Дюссельдорфі в 1970 році Ральфом Гюттером і Флоріаном Шнайдером. Широко відомі як новатори та піонери електронної музики, Kraftwerk були одними з перших успішних гуртів, які популяризували цей жанр. Гурт починав як частина експериментальної краут-рок сцени Західної Німеччини на початку 1970-х, перш ніж повністю перейшов на електронні інструменти, включаючи синтезатори, драм-машини та вокодери. Вольфганг Флюр приєднався до гурту у 1973 році, а Карл Бартос у 1975 році, розширивши склад гурту до квартету. З моменту заснування гурт зазнав численних змін у складі, а Гюттер залишається його єдиним постійним учасником.
На таких комерційно успішних альбомах, як Autobahn (1974), Trans-Europe Express (1977), The Man-Machine (1978) і Computer World (1981), Kraftwerk розробили власний стиль «робо-поп», який поєднував електронну музику з поп-мелодіями, рідкісними аранжуваннями і повторюваними ритмами, а також прийняли стилізований імідж, включаючи відповідні костюми. Після виходу альбому Electric Café (1986) Флюр покинув гурт у 1987 році, а Бартос — у 1990-му. Гурт випустив Tour de France Soundtracks, свій останній альбом нового матеріалу, у 2003 році. Засновник гурту Шнайдер пішов у 2008 році. З новими учасниками гурт продовжив гастролі під керівництвом Гюттера.
Творчість гурту вплинула на широкий спектр виконавців і багато жанрів сучасної музики, включаючи синті-поп, хіп-хоп, постпанк, техно, хауз, ембієнт і EDM. У 2014 році Національна академія мистецтва і науки звукозапису нагородила Kraftwerk премією Ґреммі за життєві досягнення. Пізніше вони виграли премію Ґреммі за найкращий танцювальний/електронний альбом зі своїм концертним альбомом 3-D The Catalogue на церемонії 2018 року. У 2021 році Kraftwerk були включені до Зали слави рок-н-ролу.

## Музика
У ранніх роботах Organisation та Kraftwerk (до альбому Autobahn, 1974) музика була експериментальною й переважно не електронною. Домінуючими стилями були краут-рок і авангард. Тоді Kraftwerk експериментували з різними музикантами і продюсерами, серед яких були Конні Планк (нім. Conny Plank, так само працював з Can, Neu!, Eurythmics), і, що згодом заснували гурт Neu!, Міхаель Ротер (нім. Michael Rother) і Клаус Дінгер (нім. Klaus Dinger).
Альбом Autobahn (1974) став переломним моментом не тільки у творчості гурту, але й у сучасній музиці в цілому, продемонструвавши можливості синтезаторів і електроніки того часу. Тема композиції Autobahn, що дала назву альбому — поїздка на автомобілі німецькими автомагістралями (тривалість: понад 20 хвилин).
Починаючи з 1974 року музика стала менш експериментальною, з чіткішими електронними ритм-структурами. Наступні три альбоми — Radio-Activity (1975), Trans-Europe Express (1977) і Die Mensch-Machine (1978) — істотно вплинули на розвиток електронної музики і сучасної музики в цілому. На цих альбомах присутні такі хіти, як «Model», «Die Roboter», «Trans-Europa Express», «Radio-Activity», «Neonlicht», «Schaufensterpuppen». Відтоді деякі альбоми Kraftwerk випускалися в різних мовних версіях, зокрема англійською та японською.
Часто гурту Kraftwerk приписується винахід стилю техно та електро. Вони були одним з перших поп-гуртів, що створили (не авангардну) музичну композицію тільки за допомогою електронних інструментів. Навіть голос створювався за допомогою генератора, або проходив через вокодер, досягаючи ефекту „голосу робота”.
В 1980-х роках гурт випустив ще 2 альбоми — Computerwelt (1981) і Electric Cafe (1986). Після цього діяльність гурту трохи вщухла, перейшовши у наступну фазу, протягом якої Kraftwerk дали кілька ефектних концертних турів з відеопроєкціями, випустили заново оброблені, лунаючі по-сучасному версії старих композицій (The Mix, 1991).
Першою новою композицією, яка з'явилася після альбому Electric Cafe (1986), стала Expo 2000, що вийшла синглом у 1999 (до однойменної всесвітньої виставки 2000 року в Гановері).
У 2003 році вийшов довгоочікуваний альбом Tour de France Soundtracks, що лунав досить сучасно, але водночас був витриманий у стилі гурту. За випуском альбому пішло світове турне, матеріали якого лягли в основу концертних CD та DVD Minimum-Maximum (2005).
Єдиний в Україні виступ гурту пройшов у Києві 27 вересня 2008 року у рамках тижня німецької культури. Концерт було відіграно просто неба у Arena Concert Plaza. Організатор — PinchukArtCentre.
У 2009 гурт залишив один із його засновників - Флоріан Шнайдер. Його місце до 2012 року займав відеоінженер Штефан Пфаффе. З 2013 року і дотепер місце Флоріана займає Фальк Гріфенхаген.
23 березня 2012 року гурт виступив у Маямі на Ultra Music Festival.

## Склад

### Склад гурту Organisation
- Флоріан Шнайдер (нім. Florian Schneider)
- Ральф Гюттер (нім. Ralf Hütter)
- Конні Планк (нім. Conny Plank)
- Базиль Гаммоуді (нім. Basil Hammoudi)
- Бутч Гауф (нім. Butch Hauf)
- Фред Мьонікс (нім. Alfred (Fred) Mönicks)

### Класичний склад Kraftwerk
- Флоріан Шнайдер (нім. Florian Schneider) — вокал, клавішні, флейти, електроніка
- Ральф Гюттер (нім. Ralf Hütter) — вокал, клавішні, електроніка
- Вольфґанґ Флюр (нім. Wolfgang Flür) — електронна перкусія
- Карл Бартос (нім. Karl Bartos) — електронна перкусія

### Теперішній склад Kraftwerk
- Ральф Гюттер (нім. Ralf Hütter)
- Фріц Гільперт (нім. Fritz Hilpert)
- Геннінг Шміц (нім. Henning Schmitz)
- Фальк Гріфенхаген (нім. Falk Grieffenhagen)

## Дискографія

### Студійні альбоми
- Kraftwerk (1970)
- Kraftwerk 2 (1972)
- Ralf und Florian (1973)
- Autobahn (1974)
- Radio-Activity (1975)
- Trans-Europe Express (1977)
- The Man-Machine (1978)
- Computer World (1981)
- Electric Café (1986; назва змінена на Techno Pop в 2009 році)
- Tour de France Soundtracks (2003)

### Концертні альбоми
- Minimum-Maximum[en] (2005)

### Сингли
- 1973 Comet Melody (німецька назва: Kohoutek-Kometenmelodie)
- 1974 Autobahn
- 1975 Comet Melody 2 (німецька назва: Kometenmelodie 2)
- 1976 Radioactivity
- 1977 Trans-Europe Express
- 1977 Showroom Dummies
- 1978 The Robots
- 1978 The Model/Das Modell
- 1978 Neon Lights
- 1981 Pocket Calculator
- 1981 Computer Love
- 1981 Computerwelt
- 1981 The Model
- 1982 Showroom Dummies
- 1983 Tour de France
- 1984 Tour de France (Francois Kevorkian remix)
- 1986 Musique Non Stop
- 1987 The Telephone Call
- 1991 The Robots (нова версія з альбому The Mix)
- 1991 Radioactivity (нова версія з альбому The Mix)
- 1999 Tour de France (re-release)
- 1999 Expo 2000 (1999)
- 2003 Tour de France 2003
- 2003 Elektro Kardiogramm (promo only radio mix)
- 2004 Aerodynamik

### DVD
- Minimum-Maximum DVD[en] (2005)

### Сольні альбоми учасників

#### Карл Бартос
- Communication[en] (2003)

Як його проєкт Elektric Music вийшли такі альбоми:
- Esperanto (1993)
- Electric Music[en] (1996)

#### Вольфганг Флюр
- Time Pie (1997) (проєкт Yamo)